# Yao (popolo africano)
Gli Yao o waYao sono un gruppo etnico bantu diffuso in Malawi, Mozambico e Tanzania.
Il luogo d'origine di questa popolazione si trova nel nord del Mozambico, tra i fiumi Ruvuma e Lugenda. Negli anni intorno al 1830 molti Yao si spostarono nel sud del Malawi per dedicarsi alla tratta degli schiavi verso le coste del Mozambico per conto dei mercanti arabi. Tra i popoli più colpiti dalle razzie Yao vi furono i Macua, fatto che portò a una serie di conflitti tra le due etnie.
La cultura yao è ricca di tradizione: la musica in particolare occupa un ruolo rilevante. Sono principalmente di religione islamica e parlano una lingua bantu nota con innumerevoli nomi: chiyao ("lingua degli Yao", da chi, "lingua"), achawa, adsawa, adsoa, ajawa, ayawa, ayo, ayao, djao, haiao, hiao, hyao, jao, veiao  o wajao. 
L'ex presidente del Malawi, Elson Bakili Muluzi, fa parte di questa etnia.
I cacciatori di miele della foresta sono noti per chiamare con un verso caratteristico gli uccelli selvatici indicatore maggiore, che li guidano alla ricerca degli alveari nascosti.